# Rauðalækur
Rauðalækur – miejscowość w południowej Islandii, położona 4 km na północny zachód od miejscowości Hella, przy drodze nr 1. Wchodzi w skład gminy Rangárþing ytra, w regionie Suðurland. Na początku 2018 roku zamieszkiwało ją 68 osób.